# Bjäresjöstenen 1
Bjäresjöstenen 1 är en runsten i granit (DR 287), funnen i östra kyrkogårdsmuren i Bjäresjö, Skåne, där den stått åtminstone sedan 1627 då Skonvig avbildade den. Stenen är ristad på en sida och toppen är skadad.
En translitterering av inskriften lyder:
× kari × sati × stain ... uftiR × aulfun ×
Transkribering till normaliserad fornvästnordiska:
Kári setti stein ... eptir Alfvin(?).
Översättning till modern svenska:
Kåre satte sten ... efter Ölvun.